# Dardagny
Dardagny – gmina (fr. commune; niem. Gemeinde) w Szwajcarii, w kantonie Genewa. Najbardziej na zachód położona gmina kraju, graniczy z Francją. Leży nad Rodanem.

## Demografia
W Dardagny mieszka 1 855 osób. W 2020 roku 28,5% populacji gminy stanowiły osoby urodzone poza Szwajcarią.